# Ferdinand Brunot
 (juillet 2024).
Si vous disposez d'ouvrages ou d'articles de référence ou si vous connaissez des sites web de qualité traitant du thème abordé ici, merci de compléter l'article en donnant les références utiles à sa vérifiabilité et en les liant à la section « Notes et références ».
Pour les articles homonymes, voir Brunot.
Ne doit pas être confondu avec Ferdinand Brunetière.
Ferdinand Brunot, né le 6 novembre 1860 à Saint-Dié et mort le 30 janvier 1938 à Paris, est un linguiste et philologue français. Il est l’auteur d'une œuvre volumineuse intitulée Histoire de la langue française des origines à 1900, dont neuf volumes  sont parus de son vivant entre 1905 et 1937. Ce professeur d'université, premier titulaire d'une chaire d'histoire de la langue française créée en 1899 à la Sorbonne à son intention, est un chercheur ainsi qu’un précurseur de la recherche linguistique française.
La démarche d'enquête phonétique semble triviale aujourd'hui, mais les travaux pionniers auxquels son laboratoire contribue sont l'objet d'une vive et durable contestation de la vieille école grammairienne française.
Républicain engagé, dans le courant des radicaux réformistes et pacifistes, il fait partie des premiers membres de la Ligue des droits de l’homme avec Lucien Herr et prend des responsabilités politiques, comme maire d'arrondissement à Paris de 1910 à 1919, ou universitaires en tant que doyen de la faculté des lettres de Paris de 1919 à 1928.

## Biographie

### Enfance et éducation
Ferdinand-Eugène-Jean-Baptiste Brunot, second fils de Jean-Baptiste Brunot et de Maris-Louise Leclerc, est né le 6 novembre 1860 à Saint-Dié. Son grand-père, également nommé Jean-Baptiste, est tourneur de chaises et a formé son fils Jean-Baptiste dans l'atelier familial. Jean-Baptiste affiche des convictions républicaines trop ardentes et s'oppose à la dictature du prince-président Louis Bonaparte en 1851, ce qui lui vaut d'être emprisonné à Strasbourg. Grâce à l'intervention réitérée de l'évêque de Saint-Dié, monseigneur Caverot, il est gracié en 1854. Après son mariage à Saint-Dié, Jean-Baptiste devient marchand de drap forain. Le vendeur itinérant s'initie progressivement, entre deux marchés, aux nouvelles techniques de couture. Il devient vendeur et réparateur de machines à coudre. Il retrouve la vie d'atelier, s'installe en échoppe et finit sa vie patron d'une petite entreprise de confection.
Dans son enfance, Ferdinand n'accompagne pas l'errance professionnelle de son père et demeure souvent dans l'atelier du grand-père. Il joue avec des bandes de petits chenapans dans les ruelles du vieux Saint-Dié, qui entremêlent avec saveur les nombreux dialectes d'anciens français de la montagne vosgienne environnante. Il fréquente l’Institution Sainte-Marie et le collège de Saint-Dié. Il y passe son baccalauréat en 1876 et décide d'aller étudier à Dresde en Allemagne. La longue occupation prussienne de Saint-Dié jusqu'en août 1873, l'arrivée de divers petits groupes de population  Alsace Moselle optante, dialectophones germaniques, ou les incitations de son père à voir du pays sont peut-être les sources de sa vocation.
En deux années, surmontant un initial et complet dépaysement linguistique, pour n'en garder plus tard que d'inoubliables souvenirs, le jeune homme y apprend les humanités modernes à l'université. Il observe l'éducation allemande, lit le Hochdeutsch des journaux, écoute avec intérêt les idiomes locaux. Il revient en France et s'inscrit en classes préparatoires au lycée Louis-le-Grand. Il entre à l'École normale supérieure de la rue d'Ulm en 1879, où il est condisciple d'Émile Durkheim, de Jean Jaurès, d'Henri Bergson ou de Desjardins.
Le directeur de l'école d'Ulm, Fustel de Coulanges, méticuleux historien des institutions, apprécie cet élève « très instruit, intelligent » et surtout « laborieux et modeste ». Il le tient pour le plus prometteur de la promotion. L'appréciation est réciproque, ce qui n'est pas le cas de Louis Pasteur, directeur des études.

### Un chercheur universitaire
Après des études à l'École normale supérieure, de 1879 à 1882, le jeune premier agrégé de grammaire de sa promotion découvre l'enseignement professoral au lycée de Bar-le-Duc pendant l'année scolaire suivante. En 1883, chaudement recommandé par son ancien directeur et ami Fustel de Coulanges, il est nommé directement maître de conférences à l'université de Lyon à vingt-trois ans.
En 1891, il soutient une thèse pour l'obtention du doctorat ès lettres sur la doctrine de Malherbe d'après son commentaire sur Desportes, ainsi qu'une thèse complémentaire écrite en latin, comme il était d'usage.
Ferdinand Brunot aime la ville de Lyon, sa population bigarrée et joyeuse. Il y rédige un premier manuel, son Précis de grammaire historique de la langue française qui sera publié chez Masson à Paris, en 1887 puis 1889. Plus tard, le chercheur exigeant estime ce manuel raté et le refond avec son fidèle élève, Charles Bruneau.

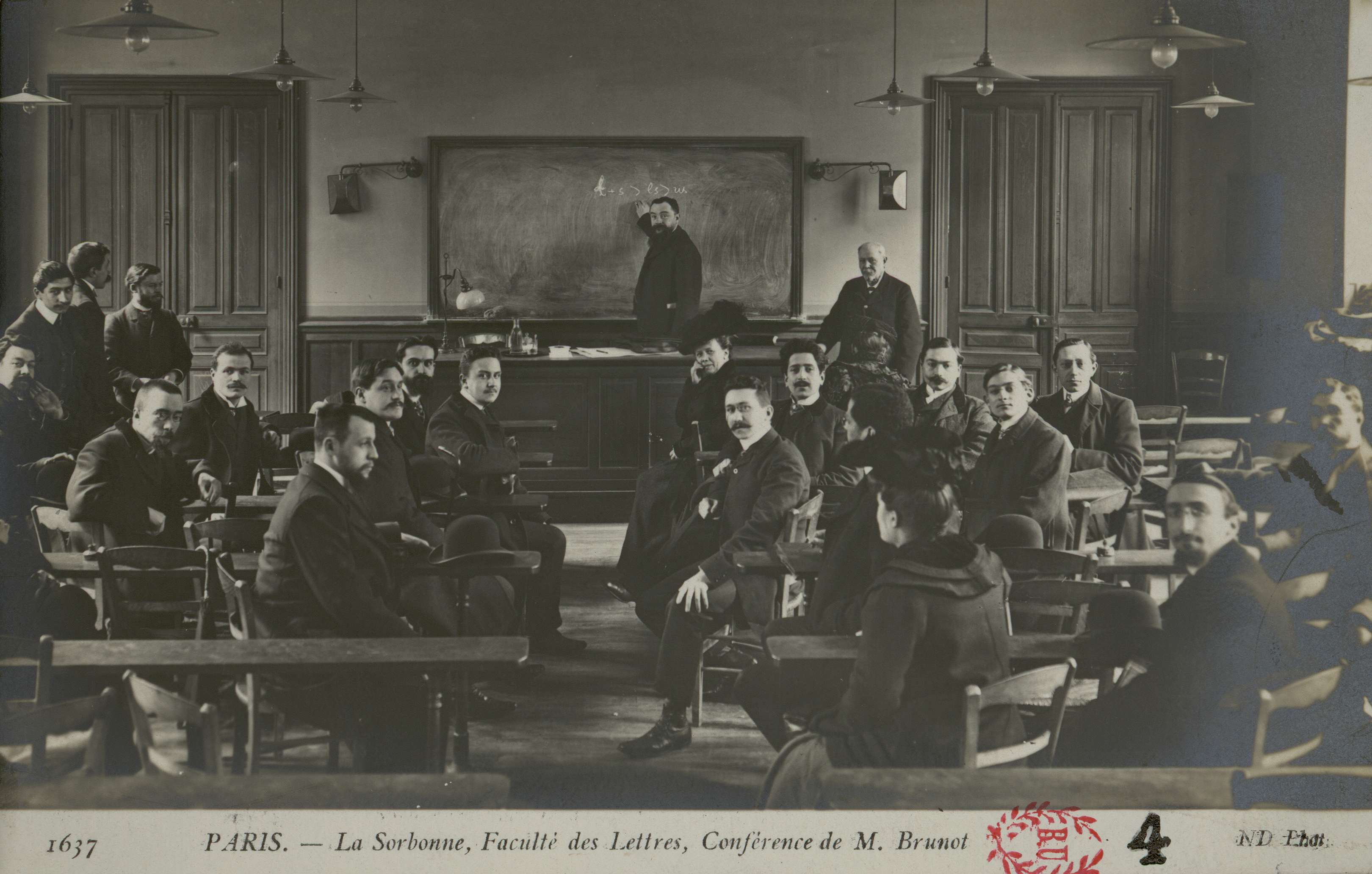
Carte postale d'une conférence de Ferdinand Brunot à La Sorbonne.

En 1899, sa petite famille quitte Lyon. Il est nommé chargé de cours à la faculté des lettres de Paris et à l'École normale supérieure de Sèvres. En réalité, la Sorbonne a décidé de créer à son intention une chaire d'histoire de la langue française. Il y sera professeur de 1900 à 1934. Sa leçon inaugurale est publiée dans le premier tome de l'Histoire de la langue française. Ferdinand Brunot est maintenant libre de développer un laboratoire de langue française, articulant les deux facettes complémentaires de pédagogie et de recherche. En effet, enseignant à l'université, il continue avec un intérêt vibrant à professer en petites classes à l'Ecole Normale supérieure de Sèvres.
Depuis 1896, Ferdinand Brunot collabore avec Louis Petit de Julleville pour l'Histoire de la langue et de la littérature française, en ajoutant à chaque tome un chapitre sur la langue.
En 1932, Ferdinand Brunot devient membre de la Société d'histoire du théâtre, où il œuvre pour que des professeurs, des hommes de théâtre et des collectionneurs mettent en commun leurs recherches sur le théâtre.

### Doyen efficace entre 1919 et 1928
En 1919, Ferdinand Brunot accepte la charge de doyen de la Faculté des lettres de Paris. La faculté a été conçue et construite pour accueillir cinq cents étudiants. Or en 1920, ils sont cinq mille et d'insolubles dilemmes, quasi cornéliens, atteignent et assaillent l'administration chargée des embryons de services universitaires. Devant cette disproportion entre fréquentation et équipement, il est urgent de se metre en quête de lieux annexes.
L'ancien maire du 14e arrondissement ne répugne pas à soutenir l'initiative privée. Avec le concours de Deutsch de la Meurthe, le doyen se lance dans une course effrénée d'acquisition de terrain, tout en concevant l'ébauche à long terme de ce qui doit devenir la Cité internationale universitaire de Paris. Le doyen bâtisseur, qui se souvient de ses années à Dresde et de sa fascination pour la belle capitale Berlin, inaugure l'Institut de géographie (rue Saint-Jacques) et l'Institut d'art et d'archéologie (rue Michelet).
Tout en s'efforçant d'agrandir la faculté étriquée qu'on lui a confiée, il n'oublie pas de se soucier de la situation matérielle des étudiants et des jeunes enseignants. L'homme Ferdinand Brunot souhaite en premier une formation intellectuelle et morale. Si la technique prime l'esthétique, il ne conçoit pas une éducation sans éducation physique et artistique.
Enfin, le linguiste n'oublie pas sa discipline et fonde l'Office des langues. Dès 1920, il s'implique et invente, selon ses conceptions, modernes pour l'époque, l'école de préparation des professeurs de français à l'étranger, qui sont de nouveau recherchés par une pléthore de pays redéfinis depuis le traité de Versailles. Il s'y montre farouche défenseur et adepte du contrôle continu des connaissances. Ce spécialiste intervient aussi dans l'organisation de la Mission laïque et de l'Alliance française.
Au terme d'un parcours de doyen combattant, affrontant hostilité sournoise et vindictes ouvertes, il est admis à l'honorariat en 1928 et Henri Delacroix lui succède. Membre du Conseil supérieur de l'instruction publique, l'ancien chercheur participe aux travaux de la section permanente et du comité consultatif des lettres.

### Vie familiale et civile
Ferdinand Brunot est aussi une personnalité fascinante[non neutre], car le chercheur et scientifique issu d'un  modeste milieu d'artisan du bois et d'une contrée marginale, une petite ville industrielle de la montagne vosgienne, a respecté ce qui composait en lui le kaléidoscope ou les multiples facettes de son identité. Le respect et l'écoute du bourgeois brillant ou du plus humble des locuteurs d'une langue, leurs droits légitimes  à la parole et à l'intérêt scientifique correspondent chez lui au libre déploiement des diverses manières d'être, acquises au cours de son éducation et de ses études.

### Une vie familiale discrète
Ferdinand Brunot a épousé en premières noces Marie Liégeois, fille de Jules Liégeois, professeur de droit à Nancy. Il a eu deux filles, Marguerite et Henriette.
En secondes noces, il aura de Marie-Renée Emmanuelle deux fils, André et Jean.

### Un citoyen grammairien
Pendant son séjour lyonnais, il adhère à la Ligue des patriotes. En 1887, il refuse l'obédience boulangiste et fonde la Ligue patriote du Rhône. Désormais ancré dans la gauche républicaine, il anime le courant des radicaux réformistes et pacifiques[réf. souhaitée]. Il est, avec Lucien Herr, un des premiers membres de la Ligue des droits de l'homme, instituée pour défendre l'innocence du capitaine Dreyfus. Ferdinand Brunot s'arqueboute, fidèle à ce combat politique jusqu'au terme de la réhabilitation.
Son engagement politique constant le mène à briguer la mairie de son lieu d'habitation, en 1910. L'élu parisien n'abandonne pas sa vie de chercheur et consacre une après-midi par semaine à ses administrés, instaurant un régime de délégation.
Maire du 14e arrondissement de Paris de 1910 à 1919, il s'investit à plein temps dans sa charge pendant la Grande Guerre et au-delà. Il ne quitte la mairie que pour être revêtu de la charge, encore plus écrasante, de doyen de l'Université de Paris en 1919.
Lorsque la guerre survient, les difficultés assaillent ses administrés et il se consacre à plein temps à sa tâche. Chargé d'assurer le ravitaillement en lait, il recense les vaches du quartier de Plaisance et du Bois de Boulogne. Pour éviter fraudes et détournements, il décide d'installer une étable surveillée au rez-de-chaussée de son immeuble.
Il crée l'Union des œuvres de guerre du 14e arrondissement et tente par tous les moyens de fédérer les initiatives. Le maire participe aux ravitaillements de son arrondissement et n'oublie pas l'aide aux plus démunis durant cette sombre période. Pendant le froid hiver 1915-1916, le premier magistrat prend des mesures pour réduire les difficultés de chauffage, instaure des repas à prix réduit à partir de 1917, fournit des aides aux mères et généralise les goûters des enfants des écoles...

### Un homme du bois
Ce fils d'une vieille famille de tourneurs sur bois, installée auparavant à Sainte-Marguerite, puis à Saint-Dié a gardé un vif attachement à ses Vosges natales, mais aussi un attrait encore plus fort pour le métier de ses ancêtres. Il aime sculpter le bois. Sa demeure est aménagée avec les meubles en bois sortis de ses mains. Il en donne parfois et lègue à sa mort sa collection personnelle au musée de l'École de Nancy. L'ébéniste, sculpteur et tourneur amateur sur bois a toujours soutenu l'essor des arts décoratifs, en particulier ses amis et innovateurs nancéiens Émile Gallé et Louis Majorelle.
Sa carrière universitaire et la vie bourgeoise urbaine l'ont éloigné de son milieu social, mais le chercheur de terrain, en contrée rurale, sait retrouver ses repères et utilise les connaissances de ses humbles origines pour capter le meilleur du savoir linguistique d'interlocuteurs choisis.
Maire du 14e arrondissement de Paris de 1914 à 1919, il devait assurer le ravitaillement de lait aux jeunes mamans, à une période de pénurie dramatique. Ce maire énergique avait installé les vaches au rez-de-chaussée de son immeuble du 14e arrondissement et veillait lui-même à assurer le contrôle des opérations de traite et de distribution. Il est probable qu'il ait confectionné le mobilier adapté aux nouvelles locatrices, râteliers et auges en bois, se souvenant des modèles vus durant son enfance montagnarde.
Il n'était pas rare, dans la soirée, de voir ses mains tachées de brou de noix, à la grande stupeur des invités bourgeois. Comme il préservait ses ongles longs, l'aspect noirâtre de ses mains négligées pouvait déjà répugner à quelques élèves et étudiants. Dans l'immeuble de son appartement parisien, le professeur et plus tard l'ancien doyen, redevenu homme simple et actif, avait trouvé moyen d'installer un petit atelier de travail du bois au rez-de-chaussée de son immeuble, là où il avait placé les vaches municipales en 1914, et se délassait en confectionnant quilles et petites pièces sculptées, se rappelant les jours de son enfance passée dans l'atelier de son grand-père.

## Une œuvre à amplifier: l'Histoire de la langue française
Brunot rédige les chapitres sur la langue dans l’Histoire de la langue et de la littérature française des origines à 1900 dirigée par Louis Petit de Julleville (chapitres qu'ils reprendra dans l’Histoire de la langue française qu'il publiera peu après) :
- Tome I : Moyen âge (des origines à 1500), 1re partie, « Introduction : Origines de la langue française », 1896, p.i-lxxx
- Tome II : Moyen âge (des origines à 1500), 2e partie, « Chapitre IX : La langue française jusqu’à la fin du XIVe siècle », 1896, p.446-553
- Tome III : XVIe siècle, « Chapitre XII : La langue française au XVIe siècle », 1897, p.638-855
- Tome IV : XVIIe siècle (1re partie : 1601-1660), « Chapitre XI : La langue de 1600 à 1660 », 1897, p.674-790
- Tome V : XVIIe siècle (2e partie : 1661-1700), « Chapitre XIII : La langue de 1660 à 1700 », 1898, p.723-814
- Tome VI : XVIIIe siècle, « Chapitre XVI : La langue française au XVIIIe siècle », 1898, p.819-892
- Tome VII : XIXe siècle. Période romantique (1800-1850), « Chapitre XVI : La langue française au XIXe siècle », 1899, p.795-864
- Tome VIII : XIXe siècle. Période contemporaine (1850-1900), « Chapitre XIII : La langue française de 1815 à nos jours », 1899, p.704-882.

Pour ramasser en une seule œuvre ses contributions, Ferdinand Brunot signe un contrat avec l'éditeur Armand Colin le 1er mai 1903. Ce contrat prévoit la rédaction d'une histoire de la langue française en trois tomes, il est étendu à douze tomes du vivant du principal responsable, puis à vingt tomes.
L’Histoire de la langue française, des origines à 1900 parue  entre 1905 et 1938 chez Armand Colin, à Paris, comporte onze tomes.
- Tome 1 : De l'époque latine à la Renaissance
- Tome 2 : Le Seizième siècle
- Tome 3 : La Formation de la Langue classique (1600-1660) :
  - (i) Première partie. (3e éd.)
  - (ii) Deuxième partie, 1911.
- Tome 4 : La Langue classique (1660-1715) :
  - (i) Première partie, 3e éd. 1939, ou éd. 1913 sur IA
  - (ii) Deuxième partie, 1924 ou 2e éd., 1939
- Tome 5 : Le français en France et hors de France au XVIIe siècle éd. 1917 sur Gallica, éd. 1917 sur IA
- Tome 6 : Le XVIIIe siècle :
  - (i) Première partie. Le mouvement des idées et les vocabulaires techniques.
    - Fascicule premier : Philosophie. Économie politique. Agriculture. Commerce. Industrie. Politique. Finances. éd. 1930 sur Gallica.
    - Fascicule deuxième : La langue des Sciences. La Langue des Arts. — Index et table des deux fascicules.

  - (ii) Deuxième partie : La langue post-classique (avec A. François).
    - Fascicule premier : La grammaire et les grammairiens. L'orthographe. La prononciation. Le vocabulaire. éd. 1966, Google Books en aperçu limité
    - Fascicule deuxième : Les formes, la syntaxe, la phrase. — Index et table des deux fascicules. éd. 1933 sur Gallica.
- Tome 7 : La propagation du français en France jusqu'à la fin de l'Ancien Régime, 1926. sur Gallica
- Tome 8 : Le français hors de France au XVIIIe siècle :
  - (i) Le français dans les divers pays d’Europe édition 1934 sur Gallica ou sur IA.
  - (ii) L’Universalité en Europe. — (iii) Le français hors d’Europe, 1934 sur IA.
- Tome 9 : La Révolution et l'Empire 
  - (i) Le français, langue nationale édition 1927 sur Gallica.
  - (ii) Les événements, les institutions et la langue édition 1937 sur Gallica.
- Tome 10 : La langue classique dans la tourmente.
  - (i) Contacts avec la langue populaire et la langue rurale, 1939 édition sur Internet Archive
  - (ii) Le retour à l’ordre et à la discipline, 1943 édition sur Internet Archive
- Tome 11 : Le français au dehors sous la Révolution, le Consulat et l'Empire (deux manuscrits retrouvés qui constituent l'essentiel des deux volumes)
  - (i) Le français au dehors sous la révolution.
  - (ii) Le français au dehors sous le Consulat et l'Empire.

Les tomes X et XI ont été publiés à titre posthume entre 1939 et 1979. Prenant la suite, l'héritier Charles Bruneau a poursuivi, dans un esprit assez infidèle, l’entreprise réalisant le tome XII et commençant le tome XIII, publiés de 1948 à 1972.
- Tome 12 : Époque romantique (1815-1852), par Charles Bruneau, 1948 édition sur Internet Archive (aperçu limité)
- Tome 13 : Époque réaliste (1856-1886), publié en 1952-53 ; achevé par M. Piron.
  - (i) Première partie : Fin du Romantisme et Parnasse (1852-1886), par Charles Bruneau, 1953 édition sur Internet Archive

Charles Bruneau est essentiellement un historien de la langue littéraire. Il a également repris le Précis de grammaire historique de la langue française, déjà publié sous le nom de Brunot et Bruneau.
Entre 1966 et 1969, l'ensemble de la HLF a fait l’objet, toujours chez Armand Colin, d’une nouvelle édition accompagnée d'un index et d'une bibliographie, sous le patronage de Georges Gougenheim assisté de Gérald Antoine et Robert-Léon Wagner.
Depuis 1975, les acquis de la linguistique nécessitent de refonder cette Histoire de la langue française, respectant ainsi l'esprit de la recherche qui animait Ferdinand Brunot.

## Une vie de laboratoire

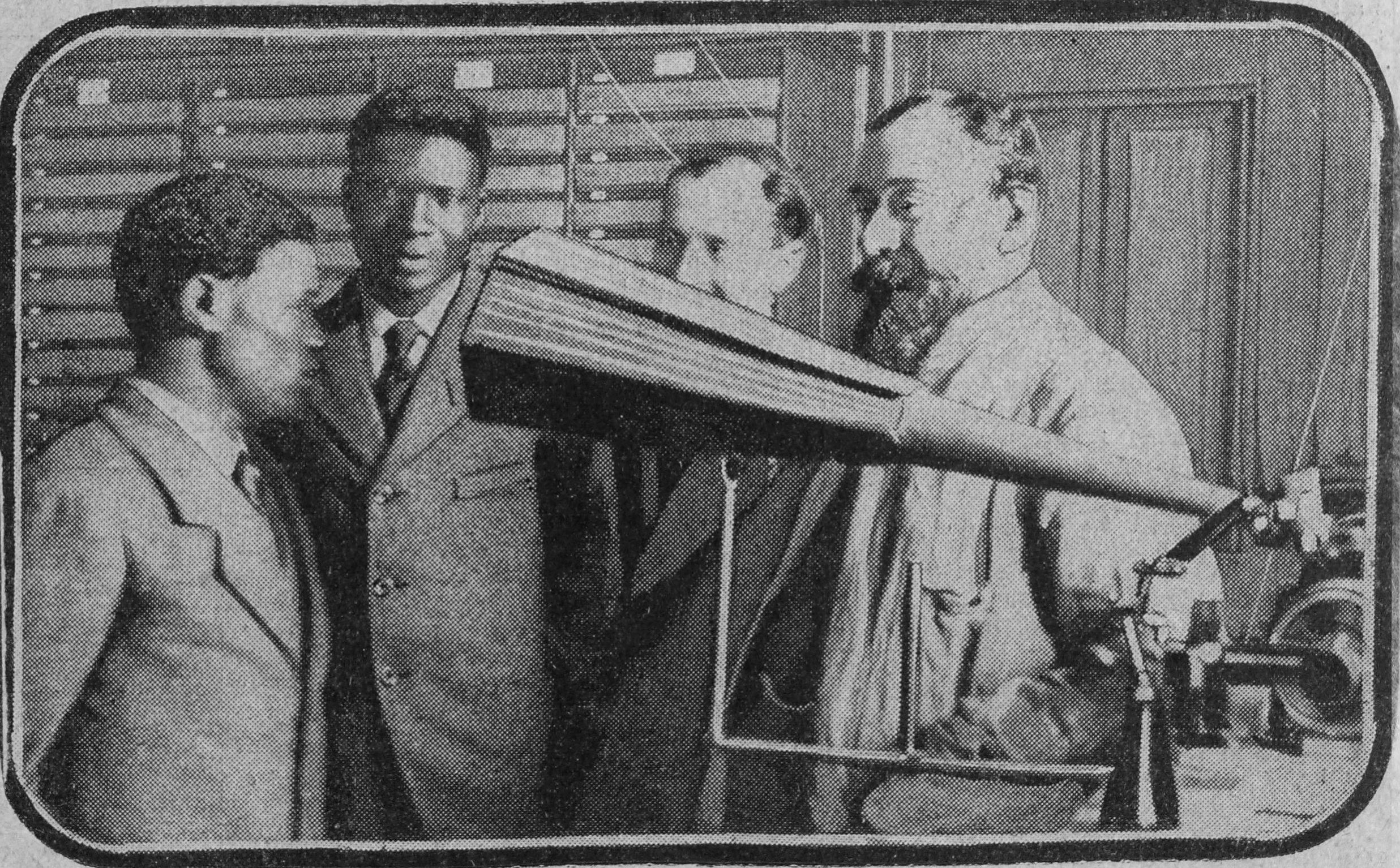
Les paroles de deux Angolais revenus avec le comte de Rohan-Chabot sont enregistrées par Brunot pour les Archives de la parole (1914).

En 1911, s’appuyant à la fois sur les travaux de l’abbé Rousselot et sur les exemples étrangers d'archives phonographiques, Brunot crée à la Sorbonne les Archives de la parole, première pierre de l’Institut de phonétique de l’Université de Paris et cellule-mère de la phonothèque nationale. L’aide d’Émile Pathé et le mécénat parisien permettent d'équiper un laboratoire d'enregistrement et d'employer du personnel. L'infatigable chercheur enregistre avec ses assistants et thésards les voix des prestigieux écrivains-orateurs, enregistre les langues régionales, attentifs aux moindres nuances d'accent, part recueillir les dialectes, et, indissociables, les traditions orales et les chants des plus humbles contrées paysannes.
Le matériau collecté diffère profondément selon la personne ou le groupe source, le lieu, le moment…Néanmoins, commence au laboratoire une étude minutieuse et un traitement spécialisé permettant de fournir une foule d’informations qu’il aurait été impossible de remarquer en direct, sur-le-champ, au moment de l'enregistrement phonographique ; quant au  matériau sélectionné, il finit par un archivage à la Phonothèque. L’équipe de Ferdinand Brunot est reconnue et célèbrée dans toute l’Europe pour la qualité de ses enquêtes folkloriques. Durant l’été 1914, Béla Bartók, qui a réalisé en 1905-06 ses premières enquêtes systématiques avec Zoltán Kodály sur le folklore hongrois, vient à Paris pour parler de ses enregistrements au professeur Brunot, directeur du Musée de la parole. Une coopération jouant sur la complémentarité est décidée, mais la guerre annoncée est l’augure de son avortement.
La singularité de la langue est primordiale, pense Brunot. Chaque langue qui a une morphologie et une syntaxe spécifique a une logique propre. On comprend qu'il dénonce l'impérialisme du latin, une langue morte qui s'impose et, à défaut, se perpétue à être, comme autrefois, un calque. Le grammairien dénie au latin la possibilité d'être une langue normative et logique pour le français.
Comment trouver alors la logique propre du français ? Il faut simplement étudier les moyens d'expression des locuteurs et des écrivains, c'est-à-dire observer à la fois la langue écrite et la langue parlée, en prenant en compte les niveaux sociaux et la situation du sujet parlant.
Ses investigations de philologie sociologique lui ont permis de nourrir une pédagogie, sous forme de grammaire d'usage. Le référent, c'est-à-dire les choses de la vie, engendre le langage. On comprend alors qu'un grand nombre de grammairiens de la langue française, fixés sur une démarche inverse, en partie héritée ou méconnue, soient, plus que des rivaux, devenus de féroces ennemis ! L'école adverse, aujourd'hui disparue, était représentée par Jacques Damourette et Édouard Pichon, dont la grammaire en six volumes arborait un sous-titre évocateur « Des mots à la pensée ».

## Le pédagogue
La pensée et la langue. Méthode, principes et plan d'une théorie nouvelle du langage, appliquée au français, est publié en premier lieu chez Masson, à Paris en 1922. C'est le fruit de la réflexion doctrinale et pédagogique, qu'il partage à différents niveaux avec ses élèves de l'ENS, c'est-à-dire les jeunes femmes de l'ecole de la rue de Sèvres, et dans son laboratoire, milieux qu'il appelle « sa famille ». Il a été régulièrement employé et cité par Maurice Grevisse dans son ouvrage Le Bon Usage.
La démarche du chercheur scientifique Brunot ne pouvait éviter la question de l'orthographe et du pouvoir qui était associé à sa définition raisonnée ou à sa fixation arbitraire. Il pourfend tout autant l'impérialisme du latin ou de l'orthographe que toutes les formes d'académisme ou d'arrogance des clercs dominants et des lettrés engoncés dans leurs certitudes.
Au sortir de la Grande Guerre, L'Académie française ne compte pas d'authentiques chercheurs de la langue française dans ses rangs. Les académiciens n'ignorent pas que le premier dictionnaire de l'Académie prévoyait à l'origine une grammaire et une poétique. Mais hélas, les essais n'ont jamais vu le jour. Représenté par de vieux littérateurs et hommes de lettres bourgeois, qui ont souvent gagné galons et argent avec leurs œuvres, l'aréopage académique est conscient du fort appel culturel des peuples de l'Est, dont le nationalisme accorde un statut d'exception au français.
Les académiciens présomptueux prévoient un renouveau du français dans le monde entier et se doivent de contribuer à cette nouvelle et euphorique expansion. Le projet oublié ressort ainsi en 1925. On embauche un jeune agrégé qui doit se dévouer  à la tâche sous les augustes regards. Or il se trouve que l'agrégé de grammaire immature, qui fournit les principales données, n'est autre qu'un ancien élève de Ferdinand Brunot ! Le jeune homme stipendié par les quarante Immortels rédige après un long effort quinquennal la grammaire attendue. La Grammaire de l'Académie française paraît en 1932 et provoque immédiatement une belle hilarité scientifique.
Conscient de son rôle dans l'élaboration de la grammaire française et soucieux d'épargner d'autres querelles ou des prises de risques inutiles à ses anciens élèves, professeurs en cours de carrière, Ferdinand Brunot, doyen honoraire, se charge immédiatement de répondre à la catastrophique grammaire de l'Académie française. Il publie ses observations sur la grammaire de l'Académie française, chez Droz, à Paris en 1932. Il brocarde ainsi avec finesse la grammaire officielle du jeune agrégé grammairien. Ce remarquable historien de la langue française ne connaîtra pas les honneurs de l'Académie française.

## Reconnaissance des académies, universités et société savantes
C'est le milieu savant belge qui l'honore en premier, lui proposant un siège à l'Académie royale de Belgique. Il accepte d'être membre de l'Académie royale de langue et littérature française de Belgique, dans sa section philologie. L'Europe du Nord apprécie très tôt ses travaux pionniers. Il entre à l'Académie royale de Danemark comme membre. Il devient docteur honoris causa des universités d'Amsterdam, de Bruxelles, de Cambridge, de Liège et de Prague.
En France, il entre finalement en 1925 à l'Institut, section des inscriptions et belles-lettres. Il est aussi membre de l'Académie de Stanislas à Nancy ainsi que de l'Académie de Châlons-sur-Marne. Il est membre d'honneur de la Société philomatique vosgienne.
Il est lauréat de l'Académie française (prix Archon-Despérouses en 1887, prix Saintour en 1900), de l'Académie des inscriptions et belles-lettres (grand prix Gobert), officier de l'ordre de Léopold de Belgique, grand officier ou commandeur de nombreux ordres étrangers et grand-croix de la Légion d'honneur en 1933.

## Hommages
Il existe un Square Ferdinand-Brunot à Paris et un groupe scolaire Ferdinand-Brunot à Saint-Dié-des-Vosges. À Épinal, une rue porte son nom.

### De Ferdinand Brunot
- Pensée et la Langue. Méthode. Principes et Plan d'une théorie nouvelle du langage appliquée au français. Edition 1922, 3e éd. 1936
- Histoire de la langue française des origines à 1900. Cf. ci-dessus.

- Prix Gobert 1912 de l'Académie des inscriptions et belles-lettres.

### Sur Ferdinand Brunot
- Georges Marande, « Table généalogique de la région de Saint-Dié, chapitre IV, Famille Brunot », Bulletin de la Société philomathique vosgienne, 1964-65, p. 95-110. Liste des œuvres principales établies par son fils André p. 111.
- Gérald Antoine, « Ferdinand Brunot, l'homme et l'œuvre », Bulletin de la Société philomathique vosgienne, 112e année, Volume LXXXIX, 1986, p. 33-44.
- Claude Choley, Le Fonds Brunot à la Bibliothèque universitaire de Tours, Documents pour l'histoire du français langue étrangère ou seconde, 1989, pp. 24-25
- Notice d'Albert Ronsin in Les Vosgiens célèbres : dictionnaire biographique illustré, Vagney (88120), Éditions Gérard Louis, 1990, 394 p.  (ISBN 2-907016-09-1)
- Jean-Claude Chevalier, F. Brunot (1860-1937) : la fabrication d'une mémoire de la langue, Langages, 1994, no 114, p. 54–68.
- Claude Choley, Un mandarin sous la troisième République : Ferdinand Brunot, professeur, militant, maître à penser, thèse, Université de Tours, 1995.
- Henri Besse, « Ferdinand Brunot, méthodologue de l'enseignement de la grammaire du français »,  Histoire Épistémologie Langage 17/1, 41-74, 1995.
- Anne Coste, L’œuvre grammaticale de Ferdinand Brunot à travers les archives de l’Institut. Thèse sous la direction de Jean-Claude Chevalier, soutenue en 1996 à Paris 7.
- Pascal Cordereix, Ferdinand Brunot, le phonographe et les « patois », Le Monde alpin et rhodanien. Revue régionale d’ethnologie  Année 2001  29-1-3  pp. 39-54
- Sylvie Freyermuth et Jean-François P. Bonnot, Ferdinand Brunot entre académisme et innovation : analyse phonostylistique et rhétorique du Discours d’inauguration des Archives de la parole (1911), Le français parlé des médias, Forsgren, Noren, Sullet-Nylander et alii (éds.), 203-219, Stokholms Universitet, 2007
- Anne Coste, La Cité universitaire internationale, Ferdinand Brunot et la linguistique, Congrès mondial de linguistique française, Paris, France, 2008
- Jean-Claude Chevalier, “Ferdinand Brunot et les débuts de l’École de préparation des professeurs de français à l’étranger”, Documents pour l’histoire du français langue étrangère ou seconde, 44, 2010, 15-27.
- Jacques François, Laurent Gosselin, « F. Brunot, un aspectologue méconnu », in C. Ravelet et P. Swiggers (éds), Trois linguistes (trop) oubliés : Antoine Meillet, Sylvain Levi, Ferdinand Brunot, revue Anamnèse 5, L'Harmattan, Paris, 2010, pp. 227-244
- Pascal Cordereix, Ferdinand Brunot et les Archives de la parole : le phonographe, la mort, la mémoire, Revue de la BNF 2014/3 (n° 48), 5-11
- Aurélia Elalouf, La règle et l’exception selon Ferdinand Brunot, Pratiques, 2015, pp. 167-168
- Ferdinand Brunot, la musique et la langue. Autour des Archives de la parole de Ferdinand Brunot, Diachroniques, 2017, 174 p.